# Anselm Ahlfors
Anselm Ahlfors (* 29. Dezember 1897 in Kotka; † 13. August 1974 in Jyväskylä) war ein finnischer Ringer und Gewinner einer olympischen Silbermedaille im Ringen 1924 in Paris.

## Werdegang
Anselm Ahlfors stammt aus Kotka und begann dort als Jugendlicher mit dem Ringen. Er wurde Mitglied des Sportvereins Kotkan Riento, der dem finnischen Arbeiter-Sportverband (TUL) angehörte. Anselm rang ausschließlich im griechisch-römischen Stil. 1921 wurde er erstmals finnischer Meister im Federgewicht (TUL). 1924 wechselte er zu Helsingin Kisa-Veikot und 1927 zu Jyväskylän Voimailijat, Ringerclubs, die dem nationalen Ringerverband, der dem Weltverband angeschlossen war, angehörten.
1924 begann seine internationale Ringerlaufbahn, als er bei den Olympischen Spielen in Paris im Bantamgewicht im griechisch-römischen Stil die Silbermedaille gewann. Nach fünf Siegen über schwere Gegner unterlag er dabei im Finale gegen Eduard Pütsep aus Estland.
1928 erfolgte in Amsterdam die zweite Teilnahme Anselms an Olympischen Spielen. Diesmal war er aber nicht so erfolgreich wie vier Jahre zuvor. Er gewann zwar seine ersten beiden Kämpfe, verlor aber dann gegen Giovanni Gozzi aus Italien und Ödön Zombori aus Ungarn und landete auf dem 8. Platz.
An weiteren internationalen Meisterschaften nahm Anselm nicht teil.

## Internationale Erfolge
- 1924, Silbermedaille, Olympische Spiele in Paris, griechisch-römischer Stil, Bantamgewicht (bis 58 kg Körpergewicht), mit Siegen über József Tasnádi, Ungarn, G. Appunzese, Frankreich, Sigfrid Hansson, Schweden, Giovanni Gozzi, Italien und Väinö Ikonen, Finnland und einer Niederlage gegen Eduard Pütsep, Estland;
- 1928, 8. Platz, Olympische Spiele in Amsterdam, griechisch-römischer Stil, Bantamgewicht (bis 58 kg Körpergewicht), mit Siegen über A. Aria, Frankreich und Piet Mollin, Belgien und Niederlagen gegen Giovanni Gozzi und Ödön Zombori, Ungarn

## Finnische Meisterschaften
TUL-Meisterschaften:
- 1921, 1. Platz, GR, Federgewicht bis 60 kg, vor T. Savolainen und Eino Nuutinen
- 1922, 1. Platz, GR, Federgewicht bis 60 kg, vor U. Saarela und K. Sulkunen

Meisterschaften des nationalen Ringerverbandes:
- 1924, 1. Platz, GR, Bantamgewicht bis 58 kg, vor Kalle Immonen und Kaarlo Mäkinen
- 1926, 1. Platz, GR, Federgewicht bis 62 kg, vor R. Renquist und M. Lindgren
- 1927, 2. Platz, GR, Bantamgewicht bis 58 kg, hinter Urho Pappinen und vor Osvald Lahtinen